# Need for Speed
A Need for Speed (NFS) egy videójáték-sorozat, amelynek kiadója az Electronic Arts, és számos cég dolgozott vagy dolgozik jelenleg is a fejlesztésén. Az első rész 1994-ben jelent meg és a kanadai Distinctive Software készítette, mára viszont már az EA Canada nevet viseli. Minden idők egyik legsikeresebb autóversenyes játéksorozata, 2009 októberéig több mint 100 millió példányt adtak el belőle.

## Játékmenet
A Need for Speed széria részei vérbeli versenyautós játékok, melyek alapvető szabályai és a játékmenet struktúrája gyakorlatilag változatlan maradt az évek során. Mindegyik epizódban át kell verekednie magát a játékosnak különféle versenyeken, ahol a cél az, hogy győzzön. Ezek megnyerésével tud elérhetővé tenni újabb autókat vagy fejlesztéseket. Sok játékban lehetőség van kiválasztani, hogy automatikus vagy kézi legyen a sebességváltó. Valamennyi részben a többjátékos üzemmód is megtalálható.
Azonban számos eltérés is mutatkozik. Vannak olyan részek, melyekben a törésmodell valódi, de vannak olyan epizódok, amelyekben az autók sérthetetlenek. Egyes játékok valósághű fizikával rendelkeznek, mások a játékélményt előtérbe helyezve kevésbé ügyelnek erre. A Need for Speed: Underground óta a részek főként a sportautók világa és a tuningolás körül mozognak, az utcai versenyeket előtérbe helyezve.
Néhány epizód sajátossága a rendőrség megjelenése, és a játékosokat üldöző rendőrautók. Ezen részekben lehet választani, hogy rendőrként vagy versenyzőként szeretnénk szerepelni. Az Undergroundtól kezdve megjelent két új opció is: a "csúszkálásból" álló Drift, és a gyorsulási versenynek mondható Drag, melyek nem tekinthetők szorosan vett autóversenynek.
Az autók fejlesztése a kezdeti részekben kimerült a tuningolásban. Később az autók külcsínjének átalakítása legalább olyan fontos pont lett: a Need for Speed: Underground 2-ben a továbbjutás például csak akkor lehetséges, ha a kellőképpen feltuningolt autónak elegendő "vizuális pontja" van.

## Játékok
- The Need for Speed (1994)
- Need for Speed II (1997)
- Need for Speed III: Hot Pursuit (1998)
- Need for Speed: High Stakes (1999)
- Need for Speed: Porsche Unleashed (2000)
- Need for Speed: Hot Pursuit 2 (2002)
- Need for Speed: Underground (2003)
- Need for Speed: Underground 2 (2004)
- Need for Speed: Most Wanted (2005)
- Need for Speed: Underground Rivals (2005)
- Need for Speed: Carbon (2006)
- Need for Speed: ProStreet (2007)
- Need for Speed: Undercover (2008)
- Need for Speed: Shift (2009)
- Need for Speed: Nitro (2009)
- Need for Speed: World (2010)
- Need for Speed: Hot Pursuit (2010)
- Need for Speed: Shift 2 Unleashed (2011)
- Need for Speed: The Run (2011)
- Need for Speed: Most Wanted (2012)
- Need for Speed Rivals (2013)
- Need for Speed: No Limits (2015)
- Need for Speed (2015)
- Need for Speed Edge (2016)
- Need for Speed Payback (2017)[2]
- Need for Speed Heat (2019)
- Need for Speed™ Hot Pursuit Remastered (2020)
- Need For Speed Unbound (2022)